# María Dolores Pallero Espadero
María Dolores Pallero Espadero, née le 11 novembre 1972 à Arroyo de la Luz, en Espagne, est la vice-présidente de la Communauté autonome d’Estrémadure. De 1995 à 2003, elle est maire de sa ville natale. Elle est également députée régionale à l’Assemblée d'Estrémadure. En 2004, elle est nommée conseillère et porte-parole de la Junte d'Estrémadure du gouvernement de Juan Carlos Rodríguez Ibarra. En 2007, lors des élections régionales, elle est réélue députée régionale de la province de Cáceres.
Le 2 juillet 2007, Guillermo Fernández Vara la nomme première vice-présidente et conseillère de  la Junte d’Estrémadure, poste auquel elle succède à Ignacio Sánchez Amor.
Elle est membre du Parti socialiste ouvrier espagnol.